# 法尔泰因·瓦伦
奥拉夫·法尔泰因·瓦伦（挪威語：Olav Fartein Valen，1887年8月25日—1952年12月14日），挪威作曲家，音乐理论家。生于一个传教士家庭，幼年时曾在马达加斯加生活过五年。后到柏林学习音乐。1927年到奥斯陆大学任音乐档案管理员，1935年获作曲家年金，得以专心创作。瓦伦的作品多采用激进的无调性写法，风格类似勋伯格。二战后，他的作品在世界范围内获得广泛认同。